# Pokkén Tournament
Pokkén Tournament är ett slagsmålsspel utvecklat av Bandai Namco Studios och publicerat av The Pokémon Company. Spelet kombinerar spelelement från Bandai Namcos Tekken-serie med karaktärer från Nintendos Pokémon-serie. Det släpptes internationellt till Wii U mars 2016. En förbättrad port till Nintendo Switch, med titeln Pokkén Tournament DX, släpptes september 2017.